# Supercoppa italiana di Serie A3 2025
La Supercoppa italiana di Serie A3 2025 si è svolta il 30 marzo 2025: al torneo hanno partecipato due squadre di club italiane e la vittoria finale è andata per la prima volta alla Folgore Massa.

## Regolamento
Le squadre hanno disputato una gara unica.

## Squadre partecipanti
| Squadra       | Qualificazione                                                                                    |
| ------------- | ------------------------------------------------------------------------------------------------- |
| Folgore Massa | Vincitore Coppa Italia di Serie A3                                                                |
| Team Club     | Squadra con il maggior numero di punti al termine della regular season del campionato di Serie A3 |

## Torneo
| 30 marzo 2025 PalaVesuvio, Napoli Durata: 1h:14 - Spettatori: 2 000 | Folgore Massa | 3 - 0 | Team Club | 25-21, 26-24, 25-18 |